# ایستگاه سانگنجایا
ایستگاه سانگنجایا (به ژاپنی: 三軒茶屋駅, Sangenjaya-eki)، یک ایستگاه راه‌آهن در منطقه سانگنجایا، بخش ستاگایا-کو، توکیو، توکیو، ژاپن، که توسط اپراتور خصوصی شرکت راه‌آهن توکیو اداره می‌شود در ادغام دو بزرگراه، مسیر ملی ۲۴۶ و ستاگایا-دوری، درست خارج از منطقه مرکزی شیبویا قرار گرفته است.
این ایستگاه پایانه خط ستاگایا است و همچنین توسط خط توکیو دن‌انتوشی خدمات رسانی می‌کند.